# گروه فرتی
گروه فرتی (انگلیسی: Ferretti Group) شرکت کشتی‌سازی ایتالیایی است، که در سال ۱۹۶۸ تأسیس شد.